# Пуэбло-Бонито

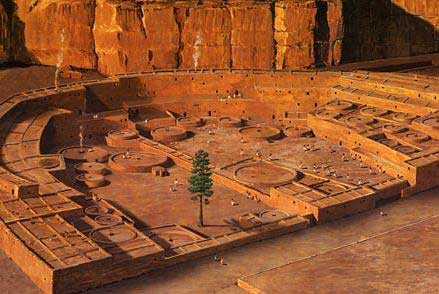
Компьютерная реконструкция Пуэбло-Бонито

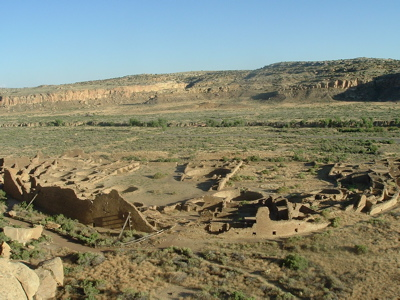
Пуэбло-Бонито, Большой дом в парке Чако-Каньон

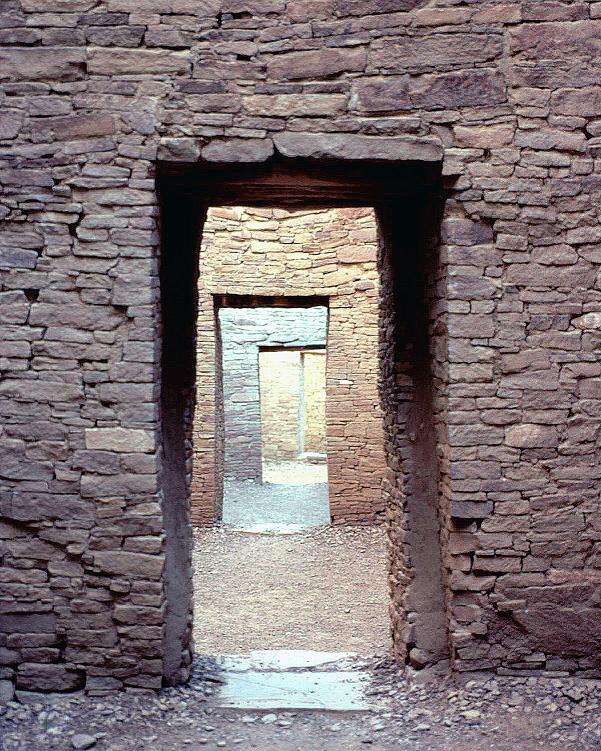
Входные ворота в Пуэбло-Бонито

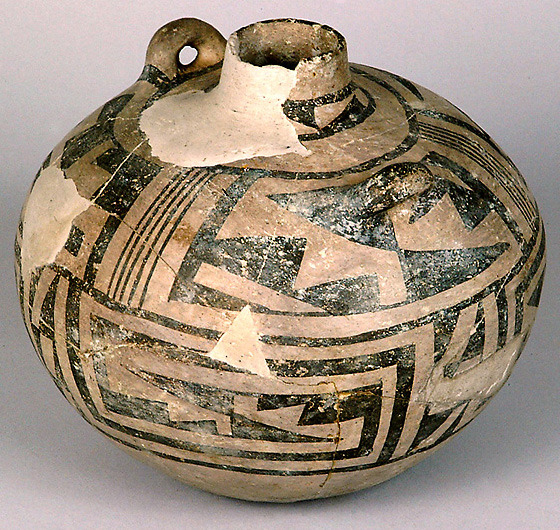
Керамический сосуд для воды, найденный в Чако-Каньоне

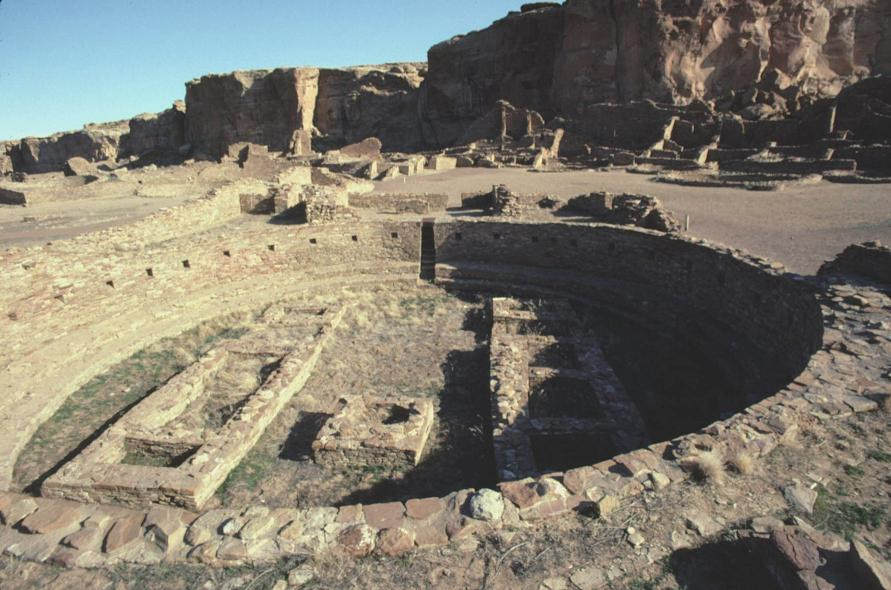
Вид с воздуха на Пуэбло-Бонито и на главную киву (святилище древних пуэбло)

Пуэбло-Бонито (исп. Pueblo Bonito, букв. «прекрасный посёлок»)— крупнейший из посёлков-«дворцов» индейской культуры анасази в Национальном парке Чако-Каньон, север штата Нью-Мексико. Был населён в IX—XII вв. н. э.
В январе 1941 г. часть каньона, известная под названием «угрожающая скала», англ. Threatening Rock, на языке навахо tse biyaa anii’ahi, разрушилась, в результате чего рухнула западная стена сооружения и пострадала часть комнат. Вероятно, строители Пуэбло-Бонито знали об этой угрозе. Несмотря на это, они решили соорудить своё поселение под трескающейся скалой высотой около 30 с лишним метров и массой около 30 тыс. тонн, компенсировав непрочность скалы тем, что укрепили её основание.
В 2009 г., по сообщениям прессы, в Пуэбло-Бонито были обнаружены следы какао — это первое свидетельство того, что какао, родом из Мексики, был известен в древности на территории будущих США. Ранее здесь же были найдены цилиндрические керамические сосуды, обычные для Месоамерики, однако редкие здесь.

## Открытие
Лейтенант американской армии Джеймс Симпсон и его проводник из Сан-Пуэбло по имени Карравахаль открыли Пуэбло- Бонито в ходе военной экспедиции 1849 года. Они обследовали восемь крупных руин в Чако-Каньоне, среди которых был и Пуэбло-Бонито (название «прекрасный посёлок» дал развалинам Карравахаль). По окончании экспедиции Симпсон опубликовал первое описание Чако-Каньона в своём военном отчёте, а рисунки выполнил художник Р. Х. Керн.
Первые раскопки были проведены в 1896—1900 г. при поддержке Американского музея естественной истории.

## Описание
Пуэбло-Бонито делит на две части ровная стена, идущая с севера на юг через центральную площадь. С каждой из сторон находится «большая кива», что создаёт симметричную планировку, подобную другим подобным руинам в Чако-Каньоне. Кроме Больших кив, обнаружено более тридцати маленьких кив или церемониальных сооружений. Внутренние жилые помещения, по сравнению с другими жилищами культуры анасази, были довольно просторными.
Пуэбло-Бонито занимает площадь около 8000 кв.м. и состоит из примерно 650 комнат (по некоторым оценкам их число достигает 800). В некоторых частях поселения здания состоят из 4-5 этажей. В более поздний период некоторые комнаты на нижних этажах заполнялись строительным мусором, чтобы удерживать вес верхних этажей. Некоторые стены достигали по толщине 1 м — это было необходимо, чтобы обеспечивать прочность массивной конструкции.
Оценки археологов, касающиеся численности населения, различны. В начале XX века здания рассматривались как небольшие города, и считалось, что каждая комната была населена людьми. С той точки зрения в Пуэбло-Бонито в период расцвета могло обитать несколько тысяч жителей. Более поздний анализ снизил возможное число жителей до уровня менее 800, в основном из-за малого количества пригодных к использованию печей (очагов), найденных в руинах. Согласно другому анализу, основанному на архитектуре, предполагаемое число жителей было даже меньше, и в период максимального расцвета составляло всего 12 семей или около 70 человек, которые населяли самый нижний, цокольный этаж, около центральной площади. Из этих комнат проходы вели в более дальние комнаты сооружений. Семья могла населять 3-4 комнаты, тогда как прочие использовались для складских целей. Подобная структура жилищ характерна и для современных пуэбло, например, в Таос-Пуэбло. В комнатные блоки, как правило, не было других входов, кроме как с центрального двора.
Возможно, Пуэбло-Бонито не был ни городом, ни деревней. Хотя по своему размеру он мог вместить много людей, однако окружающая среда не могла прокормить такое количество населения. Раскопки Пуэбло-Бонито не выявили значительных остатков мусора, которые могли бы свидетельствовать о населённости. По общему мнению, Пуэбло-Бонито мог быть ритуальным центром. Об этом свидетельствует не только наличие кив, но также сама конструкция поселения и его сравнение с другими селениями Чако-Каньона.
По данным раскопок, представители культуры анасази имели хорошее представление о солнечных и лунных циклах, которые отражены как в петроглифах на соседних скалах, так и в самой архитектуре.
Исследование мусорных куч показало, что в период, когда был сооружён Пуэбло-Бонито, в Чако-Каньоне и прилегающих областях обильно росли деревья, в частности, американские сосны. О наличии этих деревьев можно судить по тому, что из них были изготовлены опорные балки зданий. Учёные предполагают, что за время существования Пуэбло-Бонито окрестные территории были почти полностью очищены от деревьев, которые шли на древесину для зданий и для их отопления. Это, наряду с наступившей позднее засухой, привело к резкому уменьшению количества воды в долине, в результате чего почва стала неплодородной. Это объясняет, почему Пуэбло-Бонито был населён всего 300 лет, и является хорошим примером, как уничтожение леса могло повлиять на окружающую среду. Анасази, которые больше не могли выращивать сельскохозяйственные культуры для своего пропитания, были вынуждены мигрировать.

## Петроглифы
На скале позади Пуэбло-Бонито имеется серия петроглифов, изображающих отпечаток ступни с шестью пальцами — элемент, который можно найти и в других образцах искусство древних пуэбло. Эти изображения выполнены в конце 10 — начале 11 вв.